# CD播放程式
CD播放程式是播放 CD的電腦程式，內建於某幾版的Microsoft Windows。對未內建的Windows 95、Windows Me、Windows XP、Windows Vista、Windows 7而言，下載CD播放程式後亦可執行。內建在 Microsoft Plus! for Windows 98 和 Windows 2000 中的則為豪華CD播放程式，其面板異於CD播放程式，是CD播放程式的改版。此應用程式已經自之後的Windows Me起被移除。

## 概要
啟動CD播放程式時，CD播放程式會在光碟機中搜尋 CD音軌、用網際網路搜尋碟片的詮釋資料，並播放碟片。CD之專輯名稱、曲目與演唱/演奏者資料可以自行輸入，此後播放時便會顯示。如果沒有置入碟片，則顯示「未載入資料或碟片，請插入音效 CD。」

## 兼容性
要使其在沒有預安裝CD播放器的任何Windows NT操作系統（例如Windows XP）上運行，用戶可以從計算機複製文件（cdplayer.exe，CD player.cd和CD player.hlp）。讓原來隨附在Windows 95, Windows 98的版本可以運行在未隨附的Windows NT 3.51或Windows 4.0上，而原來隨附在Windows 2000的豪華版也可以運行在未隨附的Windows XP上。在Windows Vista和更高版本中，CD Player中的時間顯示會凍結，導致剩餘時間/經過時間信息無法正確顯示。

## 外部連結
- （英文）CD Player download - 相容於Win 95、98、Me；可在任何Windows 9x作業系統上執行
- CD-ROM Extras for Microsoft Windows 95 Upgrade
- （英文）Microsoft's CD Players
- （英文）GUIdebook - Screenshots of CD Player（页面存档备份，存于）